# Chryse Planitia
Chryse Planitia («Золота рівнина», від грец. χρυσή — «золотий») — це гладка рівнина округлої форми у північному екваторіальному регіоні Марса, розташована порівняно недалеко від вулканічної провінції Тарсис, що на заході, із центром у 26°42′ пн. ш. 320°00′ сх. д. / 26.7° пн. ш. 320.0° сх. д.. Chryse Planitia розташована частково у квадранглі Lunae Palus, а частково — у квадранглі Oxia Palus. Її діаметр становить близько 1600 км, а поверхня перебуває на висоті 2,5 км від середнього значення висоти всієї поверхні планети. Вона вважається древнім метеоритним басейном. Має декілька схожих рис із місячними морями, зокрема — звивисті гряди. Густота метеоритних кратерів на проміжку від 100 до 2000 м є близькою до половини від середнього значення для місячних морів.
Chryse Planitia має ознаки водної ерозії, яка відбувалася в минулому, і є найнижчим пунктом призначення для багатьох проточних каналів, що ведуть із південних височин, так само як і з долини Марінера, а також флангів гігантської опуклості Тарсис. Це — одна із найнижчих областей на Марсі (на 2—3 км нижче від середнього значення висоти поверхні Марса), тож в минулому вода зусібіч мала б стікатися до неї. Загалом рівень висоти спадає від хребта Тарсис і до самої Chryse. Kasei Valles, Maja Valles, та Nanedi Valles простягаються у такому ж напрямку — від вищого регіону (хребет Тарсис) і до Chryse Planitia. З іншого боку рівнини, на схід від неї, поверхня підіймається. Долина Арес пролягає, починаючи із цієї височини, та завершуючись у рівнині Chryse. Значна частина Tiu Valles та Simud Valles також простягаються у напрямку Chryse. Декілька древніх річкових долин, відкритих у Chryse Planitia орбітальними апаратами Вікінг, як частина програми «Вікінг», стали переконливими доказами, які свідчать про те, що на поверхні Марса в минулому були присутні потужні потоки води.
| |
| Води із Lunae Planum зліва, протікають через Vedra Valles, Maumee Valles, та Maja Valles до Chryse Planitia справа. Територія, зображена на знімку, розташована в межах квадрангла Lunae Palus. Знімок виконаний орбітальним апаратом Вікінг. |

| |
| Територія навколо північної частини Kasei Valles, що демонструє співвідношення між Kasei Valles, Bahram Vallis, Vedra Valles, Maumee Valles, та Maja Valles. Зображена територія розташована в межах квадрангла Lunae Palus і включає частини рівнин Lunae Planum та Chryse Planitia. По цих річкових долинах колись неслися води до низовини Chryse Planitia. |

| |
| Ares Vallis, знімок Вікінга. Ширина каналу становить 25 км, а глибина — близько 1 км. Прогулянка такою долиною була б досить ефектною. |

Припускалося, що басейн Chryse колись, ймовірно, містив велике озеро або й океан, ще протягом Гесперійського або раннього Амазонського періодів, оскільки всі найбільші проточні канали, що прямують до нього, закінчуються на однаковій висоті, на якій, якщо звернути увагу на окремі особливості поверхні, могла перебувати древня берегова лінія. Басейн Chryse має вихід на Північний полярний басейн, тож якщо у цьому місці колись справді був океан, рівнина Chryse мала б бути великою затокою.
Спускний апарат «Вікінг-1» приземлився на території Chryse Planitia, однак місце його висадки було дуже віддалене від проточних каналів, а тому ніякі флювіальні риси поверхні звідти не можна було побачити; місцевість у цій точці виглядала в основному вулканічною за походженням. Космічний апарат Mars Pathfinder приземлився в долині Арес, в кінцевій частині одного із проточних каналів, що завершуються у рівнині Chryse.